# Sierra del Aljibe
La sierra del Aljibe es una sierra de las provincias de Cádiz y Málaga (Andalucía, España), situada entre los términos municipales de Alcalá de los Gazules, Jerez de la Frontera y Cortes de la Frontera.

## Estructura
La arenisca de este macizo es tan singular que se le reconoce como la arenisca del Aljibe y es el factor que mejor diferencia ejerce entre las sierras del norte de la provincia gaditana, calcáreas, y las del sur, en las que siempre domina la arenisca.
La cúspide de la sierra es la Pilita de la Reina, de 1092 metros de altitud, de la que parten tres ramales: uno que baja hacia el oeste formando la garganta de Puerto Oscuro y que culmina en El Picacho del Aljibe, de 884 m. En dirección opuesta se dirige otro y que finaliza en el pico del Montero, de 912 m. El tercero baja en dirección al risco de la Gallina, pasando por el puerto de Gáliz.

## Flora y fauna

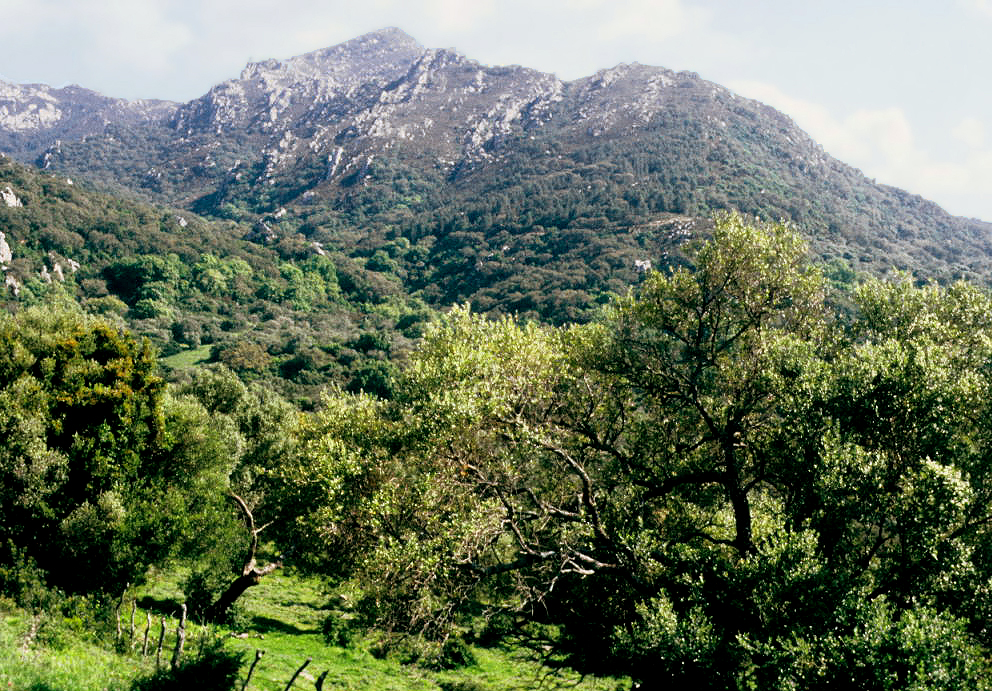
Paisaje de la sierra del Aljibe

Esta sierra contiene espléndidos bosques en los que abundan los alcornoques, quejigos y rebollos, con rincones de gran belleza, como es el caso de sus célebres canutos, bajando de sus máximas alturas. En lo más umbrío de estos canutos se encuentra el ojaranzo, de gran valor botánico por ser una reliquia endémica.
La fauna está representada por especies como el ciervo común, el corzo, zorro rojo, gineta, tejón, águilas, buitre leonado, arrendajo, halcones, búhos y gran cantidad de especies de pájaros.

## Población
En sus estribaciones está la Torre del Esparragal de origen romano.

## Uso militar
En el Pico del Montero se encuentra la base del Escuadrón del Vigilancia Aérea (EVA) número 11 del ejército español. Esta forma parte del Sistema de Vigilancia y Control Aeroespacial, siendo "la unidad más remota no sólo del Ejército del Aire, sino de las Fuerzas Armadas en toda España."